# 間世田桜子
間世田 桜子（ませだ さくらこ、1996年3月15日 - ）は、鹿児島讀賣テレビ（KYT）のアナウンサー。

## 来歴・人物
- 鹿児島県鹿児島市出身。
- 鹿児島県立短期大学日本文学科、広島大学を卒業した[1]。
- 高等学校在学中に、2013年度「第59回青少年読書感想文全国コンクール」において、サントリー奨励賞を受賞した（高等学校の部）[2]。全国から445万1392編の応募があった[3]。
- 鹿児島県立短期大学卒業後は社会人を3年間経験したが、テレビ業界を目指すために大学へ編入した[4]。
- 大学在学中の2021年3月から「第19代宮島観光親善大使」として活動した。中学生時代に修学旅行で宮島を訪れ、厳かな雰囲気に魅了されたという[5]。
- 2021年5月から、広島大学を卒業する2022年3月までFM東広島のラジオパーソナリティとして活動し、毎週水曜日夜7時台の「Dreaming Radio」に出演した[6]。番組の中で、広島大学の留学生のおやつを紹介する「あなたの国の定番おやつ」のコーナーを企画、放送した[7]。
- 2022年4月、KYT鹿児島讀賣テレビに入社した。
- 入社1年目の10月から「KYT news every.かごしま」の金曜キャスターに就任。2024年4月からはメインキャスターを担当している。
- 「かごピタFAMILIAR」にて、「さくちゃんの検索ライフ」のコーナーを持ち、これまで複数回にわたって放送している。

## 出演番組
- KYT news every.かごピタ - 毎週金曜日